# 強森斯冰川

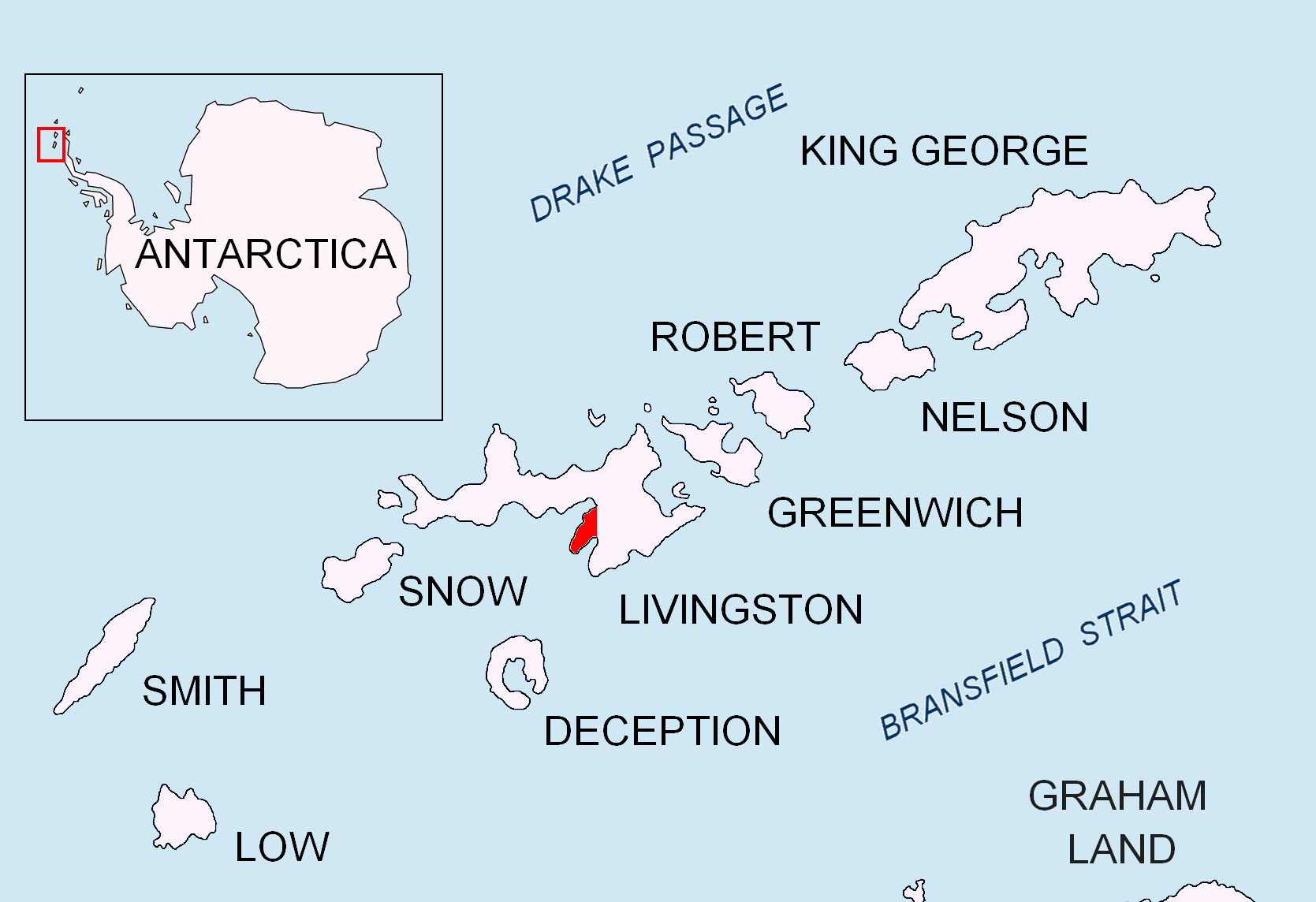

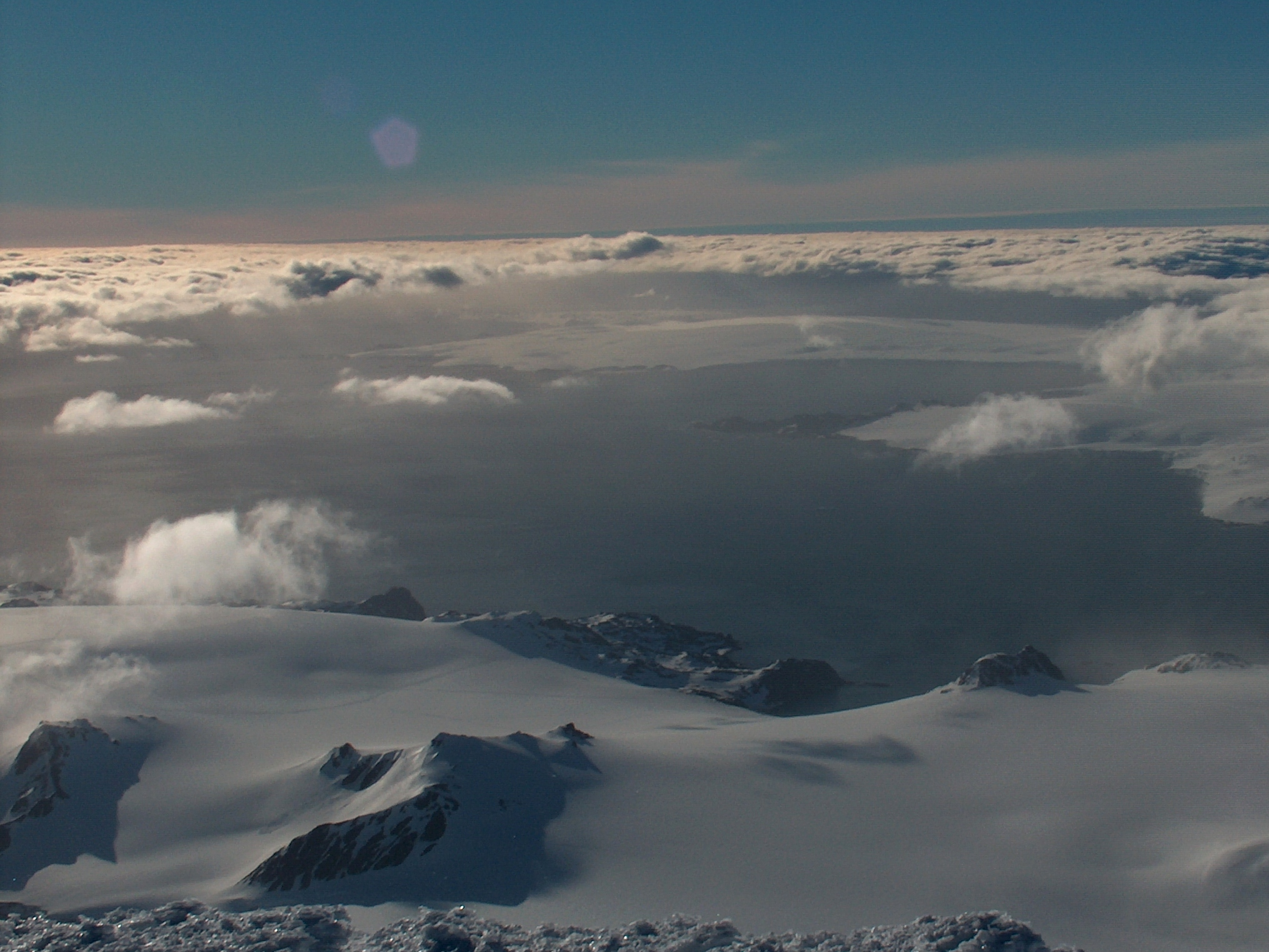

強森斯冰川是南極洲的冰川，位於南設得蘭群島中利文斯頓島的赫德半島，北面是查魯雅嶺，東面是內皮爾峰，東南面是米拉多爾山。
62°40′05″S 60°21′00″W / 62.66806°S 60.35000°W

## 外部連結
- SCAR Composite Gazetteer of Antarctica（页面存档备份，存于）.